# Jiří Fencl (politik)
Jiří Fencl (* 14. prosince 1965 České Budějovice) je český politik a sportovní manažer, v letech 2020 až 2024 zastupitel Jihočeského kraje, v letech 2006 až 2014 starosta obce Libníč na Českobudějovicku, člen hnutí STAN.

## Život
V letech 1980 až 1984 absolvoval Gymnázium „Česká“ v Českých Budějovicích, následně v letech 1984 až 1989 vystudoval obor genetické inženýrství a šlechtění rostlin na Provozně ekonomické fakultě Vysoké školy zemědělské (získal titul Ing.). Vystudovanému oboru se však nikdy nevěnoval a namísto toho se soustředil na sport, proto si dále v letech 1993 až 1996 doplnil sportovní vzdělání studiem na Trenérské škole Fakulty tělesné výchovy a sportu Univerzity Karlovy v Praze.
Základní vojenskou službu absolvoval v letech 1989 až 1990 v rámci VTJ Vimperk se zaměřením na bojové sporty. V letech 1990 až 2010 pracoval u Policie ČR, kde byl příslušníkem Krajského ředitelství Policie Jihočeského kraje v Českých Budějovicích. Na starosti měl oblast služební přípravy policistů a dále pak od roku 2000 velel Jihočeské policejní pořádkové jednotce. V letech 2014 až 2016 byl jednatelem společnosti a konzultantem, od roku 2016 působí jako sportovní manažer Sportovního klubu policie České Budějovice.
Jiří Fencl žije ve městě České Budějovice. Je ženatý, má dvě děti (dceru a syna).

## Politické působení
V komunálních volbách v roce 2006 byl zvolen jako nezávislý zastupitelem obce Libníč na Českobudějovicku. Mandát zastupitele obce obhájil ve volbách v roce 2010 jako nezávislý a zároveň lídr kandidátky subjektu „5 P PRO LIBNÍČ“. V letech 2006 až 2014 navíc zastával post starosty obce.
V roce 2010 se stal příznivcem hnutí STAN a o dva roky později i jeho členem. Přestěhoval se z obce Libníč do města České Budějovice, kde ve volbách v roce 2018 kandidoval jako člen STAN za subjekt „STAROSTOVÉ A NEZÁVISLÍ a Čisté Budějovice“ do Zastupitelstva města České Budějovice, ale neuspěl. Ve volbách v roce 2022 je lídrem hnutí STAN a tudíž i kandidátem na post českobudějovického primátora.
V krajských volbách v roce 2012 kandidoval jako člen hnutí STAN za uskupení „TOP 09 a Starostové pro Jihočeský kraj“ do Zastupitelstva Jihočeského kraje, ale neuspěl. Zvolen nebyl ani ve volbách v roce 2016, kdy kandidoval jako nestraník za hnutí STAN v rámci uskupení „PRO JIŽNÍ ČECHY - Starostové, HOPB a TOP 09“. Uspěl až ve volbách v roce 2020 jako člen hnutí STAN na samostatné kandidátce.
Ve volbách do Poslanecké sněmovny PČR v roce 2017 kandidoval jako člen hnutí STAN v Jihočeském kraji, ale neuspěl.
V krajských volbách v roce 2024 obhajoval z pozice člena hnutí STAN post zastupitele Jihočeského kraje, a to na kandidátní listině uskupení „Starostové pro Jihočeský kraj“ (tj. hnutí STAN a HOPB), ale neuspěl. Mandát se mu však nepodařilo získat, protože kandidátka získala pouze 2,91 % hlasů a do zastupitelstva se tak nedostal.